# 757 до н. е.

## Події
- Початок правління Феньмао в царстві Чу, Китай.
- Захоплення держави Хань у Китаї періоду Чуньцю.

### Астрономічні явища
- 11 лютого. Часткове сонячне затемнення.[1]
- 12 березня. Часткове сонячне затемнення.[1]
- 7 серпня. Часткове сонячне затемнення.[1]